# Departamento Santa María (Córdoba)

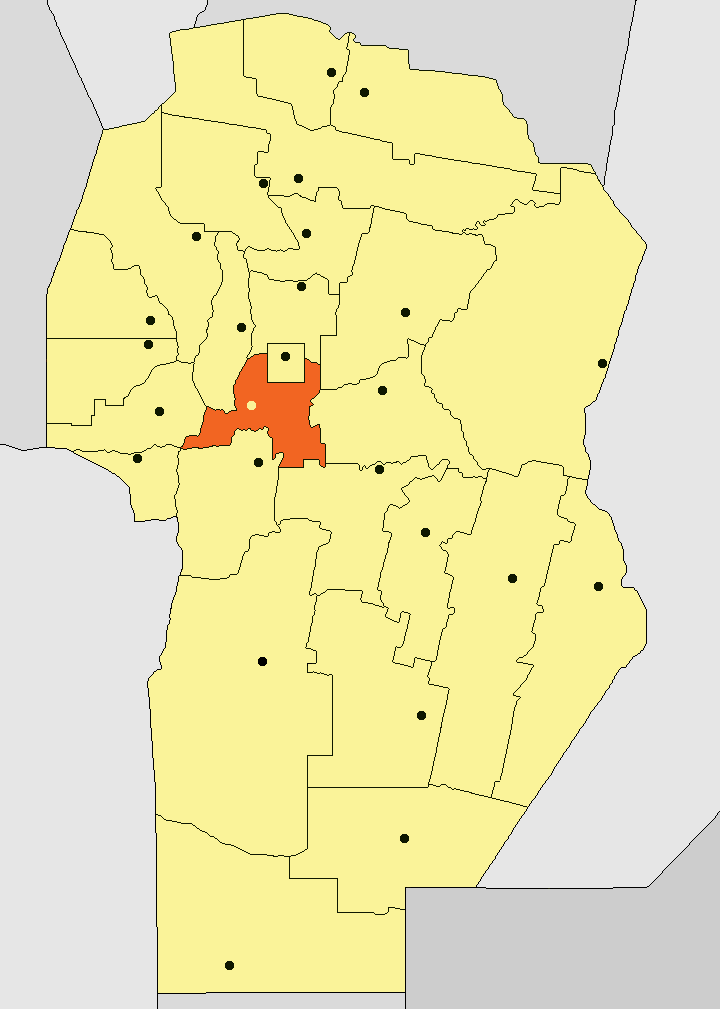
Lage des Departamento Sobremonte in der Provinz Córdoba

Santa María ist ein Departamento im Zentrum der Provinz Córdoba in Zentral-Argentinien. Es hat eine Fläche von 3.427 km² und 80.433 Einwohner (Schätzung des Instituto Nacional de Estadística y Censos (INDEC) für 2005). Hauptstadt ist Alta Gracia.
Das Departamento wird zum Einzugsgebiet der Stadt Córdoba gezählt.

## Geografie
Santa María grenzt im Westen an die Sierra Chica und die Sierra Grande, nach Osten hin ist das Terrain flach und gehört zum Übergangsgebiet zwischen Gran Chaco und Pampa.

## Bevölkerung
Der größte Teil der Bevölkerung lebt in der Umgebung der Hauptstadt Alta Gracia. Relativ dünn besiedelt ist dagegen der Osten des Departamentos. Obwohl der Norden, der an die Stadt Córdoba grenzt, ebenfalls noch relativ dünn besiedelt ist, ist es der Teil, der momentan das schnellste Bevölkerungswachstum aufweist, was vor allem an neuen Country Clubs und schnell wachsenden, ärmlichen Ansiedlungen wie Toledo, Los Cedros und Villa Parque Santa Ana liegt.

### Städte
- Alta Gracia (42.538 Einwohner)
- Malagueño (6.404 Einwohner)
- Despeñaderos (5.645 Einwohner)
- Anizacate (4.191 Einwohner)
- Toledo (3.046 Einwohner)
- Villa Parque Santa Ana (1.759 Einwohner)
- Yocsina (1.336 Einwohner)
- Barrio Gilbert (1.142 Einwohner)
- Villa del Prado (1.044 Einwohner)

## Wirtschaft
Alta Gracia ist vor allem durch den Tourismus geprägt, dennoch spielt auch die Industrie eine Rolle. Der Norden, um Malagueño, hat Schotterwerke und Dienstleistungen für die Bevölkerung von Córdoba. Der Osten des Departamentos rund um die Stadt Despeñaderos lebt von Landwirtschaft und Agro-Industrie.

## Raumfahrtzentrum Teófilo Tabanera
In Falda del Cañete nördlich von Alta Gracia befindet sich das Zentrum der argentinischen Raumfahrt, das Centro Espacial Teófilo Tabanera. Es beherbergt die Bodenstation für argentinische Satelliten, ein Observatorium und ein Satelliten-Museum.
Koordinaten: 31° 36′ S, 64° 24′ W